# عمر بنسون میلر
عمر بنسون میلر (انگلیسی: Omar Benson Miller؛ زادهٔ ۷ اکتبر ۱۹۷۸) یک هنرپیشه، و بازیگر سینما اهل ایالات متحده آمریکا است. وی از سال ۱۹۹۹ میلادی تاکنون مشغول فعالیت بوده‌است.

## گزیده فیلمشناسی
از فیلم‌ها یا برنامه‌های تلویزیونی که وی در آن نقش داشته‌است می‌توان به آثار زیر اشاره کرد.
- ۸ مایل (2002)
- خودتو غرق کن (2002)
- بال غربی (مجموعه تلویزیونی) (2002)
- خواهری پسران (2002)
- ولش کن بره (2002)
- مایل هستید برقصیم؟ (2004)
- پای آمریکایی: اردوگاه نوار (2005)
- چیزهایی که در آتش از دست دادیم (2007)
- تبدیل‌شوندگان (فیلم) (2007)
- معجزه در سنت آنا (2008)
- سی‌اس‌آی: میامی (2009–2012)
- شاگرد جادوگر (فیلم) (2010)
- هوراس (2011)
- جبهه خودی (2013)
- فوتبالیست‌ها (مجموعه تلویزیونی) (2015–present)
- رافائل (لاک‌پشت‌های نینجا) (2018–present)